# Eremioscelio bernardi
Eremioscelio bernardi is een vliesvleugelig insect uit de familie van de Scelionidae. De wetenschappelijke naam van de soort is voor het eerst geldig gepubliceerd in 1940 door Maneval.